# Algemesí
Algemesí és un municipi del País Valencià situat a la comarca de la Ribera Alta, de la qual és la segona ciutat més poblada. Limita amb Alzira, Alginet i Guadassuar (a la mateixa comarca) i amb Albalat de la Ribera, Polinyà de Xúquer i Sollana (a la Ribera Baixa).

## Geografia

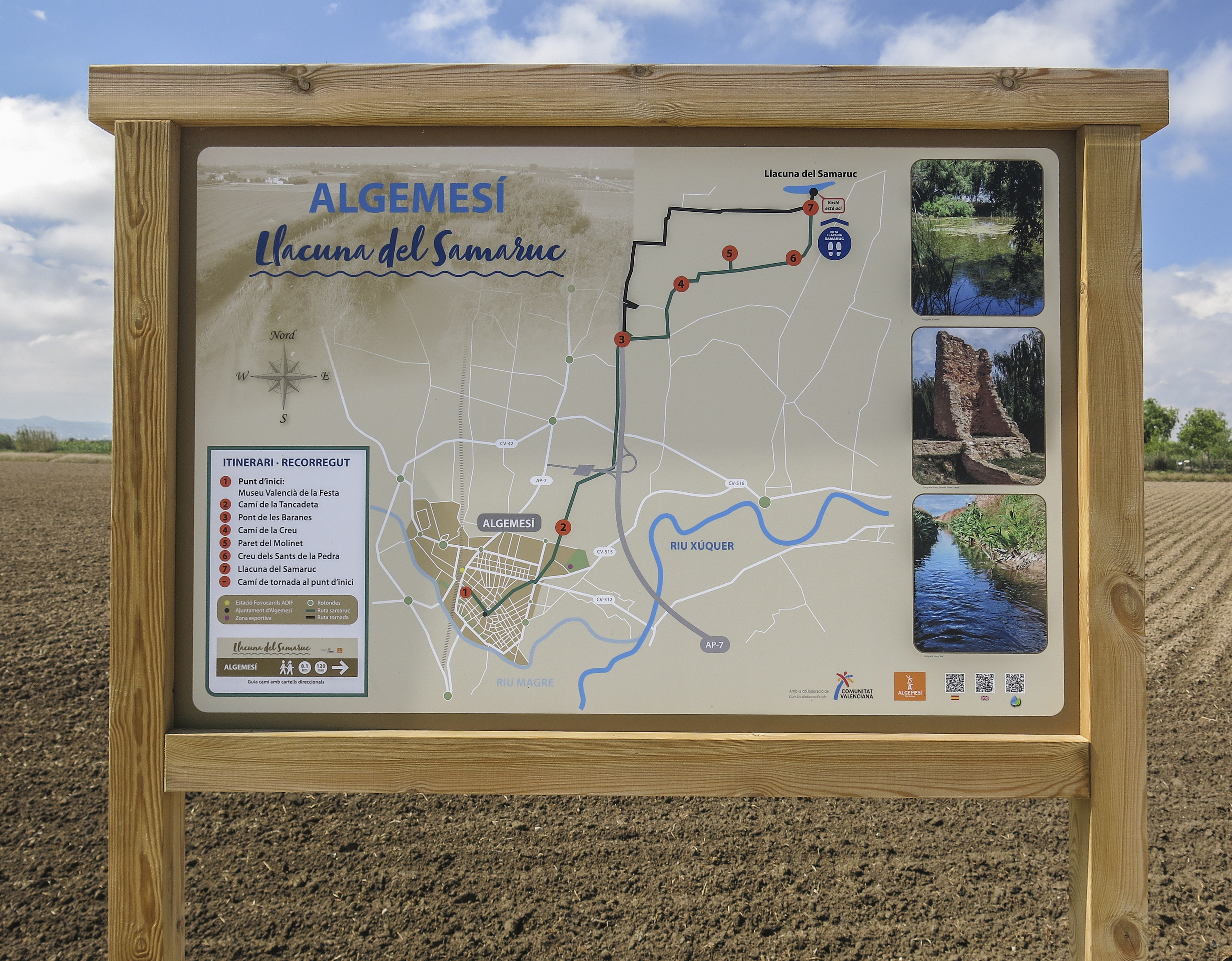
Senyalització ruta Llacuna del Samaruc

El riu Magre, afluent del Xúquer, passa pel costat del poble. Ambdós rius confluïxen dins del terme, en el paratge natural municipal de la Xopera, únic parc natural que queda a Algemesí, ja que la resta del terme és una enorme catifa verda dedicada al cultiu del taronger, arròs, bresquilleres, etc.
En l'extrem nord-est del terme municipal, de 41,7 km², concretament en la partida del Barranc, està situada la Reserva del Samaruc, d'11.800 m², que abans s'utilitzava per al cultiu de l'arròs i a hores d'ara, per estar inclosa en el Parc Natural de l'Albufera, es dedica a la recuperació del samaruc, petit peix autòcton del País Valencià que es troba en perill d'extinció. També es treballa amb flora i fauna autòctona que necessita protecció com ara el fartet, el mossegadoret, el petxinots, la gambeta, la gamba gavatxa, etc.
També destaca l'espai verd Bosc de ribera.

### Barris i partides
- Cotes i Pardines: són partides del terme dedicades a l'agricultura i a la indústria. Abans del segle xvii eren poblats de senyoriu.
- Raval de Sant Roc: separat de la resta d'Algemesí per la via del tren amb 1.500 habitants. És una zona marginal.[3]
- Era de Cabot: una altra zona marginal.[4]
- Carrascalet: pedania on viuen 500 persones.
- Parc Salvador Castell
- Santa Bàrbara
- El Teular
- Plaça de la Ribera
- Parc Bernat Guinovart
- Pla[5]

## Història
De fundació àrab, el seu topònim és incert. Poblat amb cristians nous rere la conquesta d'en Jaume I, la seua primera cita és en el Llibre del Repartiment, en 1243. El 1373 es va delimitar al terme un bovalar.
Va formar part del municipi d'Alzira, fins que el 1473 va obtenir-ne la independència, reservant-se Alzira la jurisdicció criminal i mer imperi. El 1574, Felip II li concedí la segregació d'aquella convertint-lo en Universitat, després de pagar 8.000 ducats. Li pertanyien els despoblats de Cotes, Pardines, Segreny i Fentina. Cotes va pertànyer al comte de Cocentaina, Lluís Corella, el 1474, pledejà amb Algemesí pel govern de la Séquia Real i el 1620 va ser venut per Miquel Falcó. Pardines fou pretesa pel cavaller Alfons Llanós, en temps del Repartiment, segons consta al llibre de Les Trobes, va pertànyer a Pere Jofré i al marquès de Bèlgida, qui cobrava els delmes dels fruits, més tard entrà a formar part del senyoriu del comte de Cocentaina, i dels Falcó de Belaochaga igual que Cotes. Després, en 1704, hagué de pledejar amb el duc d'Albalat per a poder impartir justícia en el seu terme. Passà a ser d'Algemesí amb la Revolució Liberal del segle xix. Diuen que la paret que resta dreta, era de l'església. El retaule que hi havia es conserva a la basílica de Sant Jaume. El llogaret de Segreny també va pertànyer al marquès de Bèlgida.
En 1608 Felip II atorga a la Universitat d'Algemesí el títol de Vila Reial; s'hi introduïx el sistema d'insaculació per proveir els oficials del govern municipal; obté el privilegi reial de cogovernar, juntament amb Alzira, la Séquia Reial del Xúquer. L'expulsió dels moriscos realitzada el 1609 suposà un gran problema econòmicament.
D'economia bàsicament agrària, l'aprofitament de les aigües de la Séquia Reial del Xúquer va introduir el conreu de la morera i l'arròs que donaren una bona empenta al creixement de la vila; malgrat tot, l'expulsió dels moriscs, la compra de Cotes, feren que el segle xvii fóra de fort endeutament. A les Corts Valencianes de 1626 el Braç Reial demanà la revisió dels límits d'Algemesí, a causa dels plets que en tenien des de la seua segregació d'Alzira; la vila d'Algemesí demanà l'augment de salari del justícia, del seu assessor i del mustassaf; l'església demanà l'exempció de pagar el dret d'amortització i segell de dues mil lliures i a les Corts de 1645, la franquícia del dret d'amortitzar quatre mil lliures i s'obligà a la vila d'Algemesí a continuar pagant el deute censal que se li va adjudicar de la vila d'Alzira. Durant aquell segle també va demanar franquícia d'amortització de capital el convent dominic de sant Vicent.
Al segle xviii, la situació econòmica millora, acabada la Guerra de Successió, Algemesí viu un període de gran prosperitat. Les terres dedicades al conreu augmenten, sobretot les dedicades a l'arròs, unes 14.000 fanecades i altres 16.000 de morera, blat, dacsa, ordi, faves i altres cultius de regadiu. El gremi de sastres atreia gent de tot arreu i els terratinents gaudien d'una gran prosperitat a causa de la devaluació de la moneda. Hi havia dues fàbriques d'aiguardent, catorze almassores d'oli i quatre molins d'arròs i farina. Tot allò també s'hi comercialitzava. Durant la segona part del segle la indústria de la seda viu els seus últims anys, abans que la malaltia que va afectar la morera provocara la gran crisi econòmica. Els terratinents donen faena en els ingrats favars i basses d'arròs i apareix la figura del jornaler.
Al segle xix la vila es va veure greument afectada per les epidèmies de còlera de 1834 i 1885. El 1864 va tindre lloc una inundació que suposà greus problemes. A finals del 1800 hi caigué el negoci de les moreres, provocant que l'activitat agrària passara a centrar-se en el conreu de l'arròs, els cacauets i els cereals.

## Demografia
| 1990   | 1992   | 1994   | 1996   | 1998   | 2000   | 2002   | 2004   | 2006   | 2008   | 2012   |
| ------ | ------ | ------ | ------ | ------ | ------ | ------ | ------ | ------ | ------ | ------ |
| 25.240 | 25.525 | 25.838 | 25.029 | 24.894 | 25.028 | 25.259 | 26.192 | 27.326 | 27.770 | 28.358 |

## Entitats

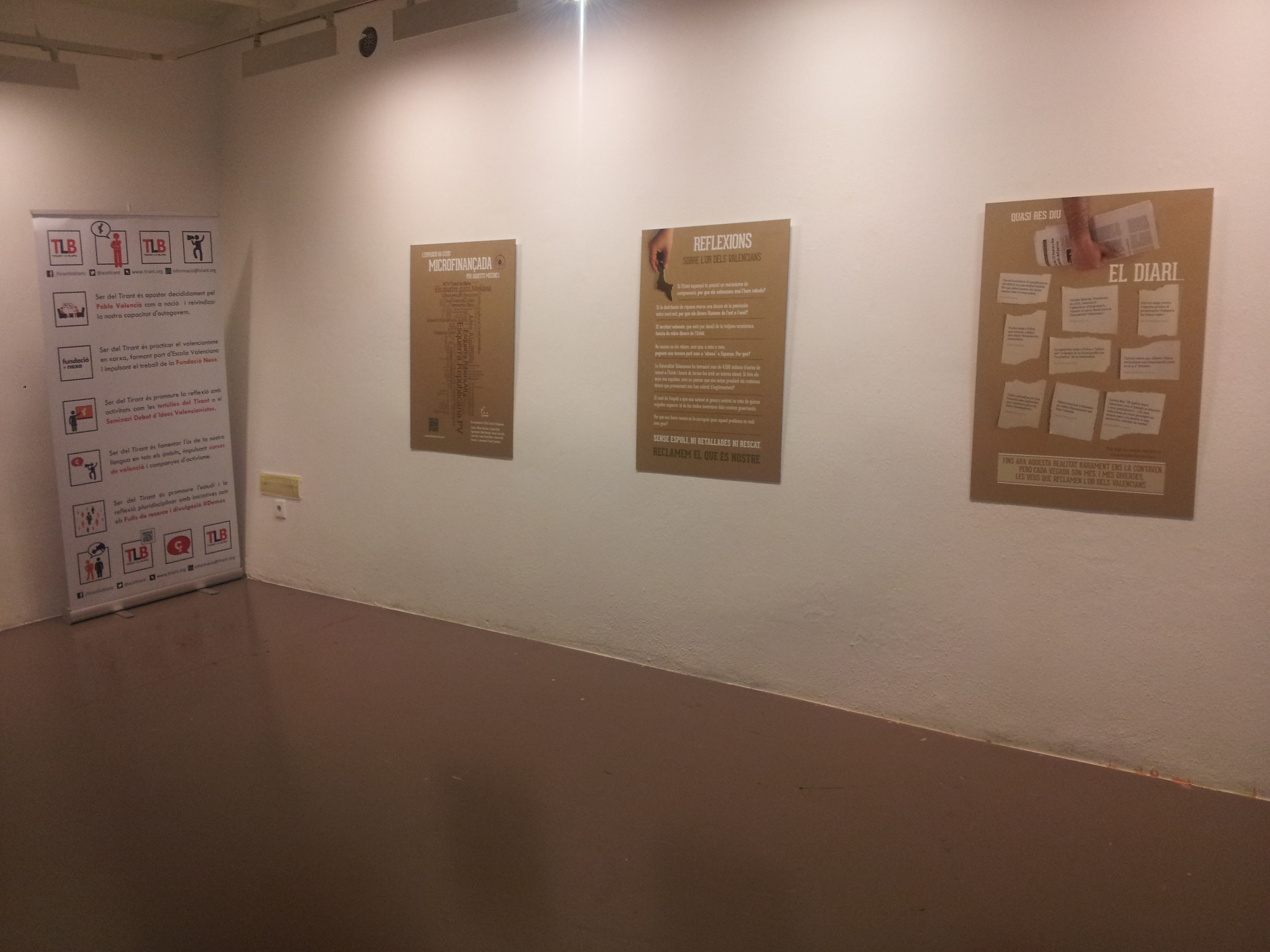
L'exposició a l'Octubre Centre de Cultura Contemporània, organitzat per l'ACV Tirant lo Blanc i Fundació Nexe

L'Ullal Cultural és una associació algemesinenca que ha organitzat exposicions de tota classe a la localitat. De la seua labor destaca l'organització de la celebració del Dia Mundial de la Filosofia a Algemesí dos anys consecutius, el projecte de Cafè Filosòfic i l'exposició itinerant L'or dels valencians, que parla sobre l'espoliació fiscal valenciana. Esta exposició fou exhibida en diferents punts del País Valencià, en col·laboració amb altres associacions culturals com El Tempir d'Elx; es va finançar mitjançant una campanya de micromecenatge a Verkami i va estrenar-se el 25 d'abril de 2013 a la sala d'exposicions de l'Ajuntament d'Algemesí, amb una presentació a càrrec de l'analista financer Rafael Beneyto.

## Economia
D'economia bàsicament agrària, l'aprofitament de les aigües de la Séquia Real del Xúquer va introduir el cultiu de la morera i l'arròs que van donar una bona empenta al creixement de la vila. Les terres dedicades al cultiu augmenten, sobretot les dedicades a l'arròs, unes 14.000 fanecades i altres 16.000 de morera, blat, blat de moro, ordi, faves i altres cultius de regadiu. Posteriorment el cultiu dels cítrics ha anat guanyant terreny al de l'arròs.
En les últimes dècades la indústria s'ha desenvolupat de forma considerable en detriment de l'agricultura. Els nous parcs empresarials de la ciutat han atret a nombroses empreses de tota la regió, fomentant així, el desenvolupament econòmic d'Algemesí, gràcies a la competitivitat dels terrenys per a ús industrial. Algemesí és, després d'Alzira, la ciutat amb més nombre d'empreses de la comarca de la Ribera Alta.

## Política i govern

### Composició de la Corporació Municipal
El Ple de l'Ajuntament està format per 21 regidors. En les Eleccions municipals espanyoles de 2023 foren elegits 8 regidors del Partit Popular (PP), 7 edils del Partit Socialista del País Valencià (PSPV-PSOE), 3 regidors de Vox, 2 edils de Més Compromís per Algemesí i 1 regidor d'Esquerra Unida (EUPV). En les eleccions municipals de 26 de maig de 2019 foren elegits 8 regidors del PSPV-PSOE, 6 del PP, 3 de Més Compromís per Algemesí, 2 d'Esquerra Unida (EUPV), 1 de Vox i 1 de Ciutadans - Partit de la Ciutadania (Cs).

### Alcaldes
Des de 2023 l'alcalde és José Javier Sanchis Bretones del Partit Popular, que substitueix Marta Trenzano Rubio del Partit Socialista del País Valencià, que ho havia estat des de 2015. El març de 2018 el ple de l'Ajuntament va acordar amb l'única abstinència de vot pel Partit Popular d'Algemesí obrir un expedient a la tresorera Cristina Serrano acusant-la d'absentisme laboral i falsificació laboral. La tresorera impugnà l'expedient obert pel ple i el Partit Popular entengué les acusacions com una persecució política contra la tresorera per les seues idees polítiques.
| Període                       | Alcalde o alcaldessa         | Partit polític | Data de possessió | Observacions |
| ----------------------------- | ---------------------------- | -------------- | ----------------- | ------------ |
| 1979–1983                     | Juan Girbes Masía            | IPA            | 19/04/1979        | --           |
| 1983–1987                     | Juan Girbes Masía            | IPA            | 28/05/1983        | --           |
| 1987–1991                     | Emili Gregori Tarazona       | PSPV-PSOE      | 30/06/1987        | --           |
| 1991–1995                     | Emili Gregori Tarazona       | PSPV-PSOE      | 15/06/1991        | --           |
| 1995–1999                     | Emili Gregori Tarazona       | PSPV-PSOE      | 17/06/1995        | --           |
| 1999–2003                     | Emili Gregori Tarazona       | PSPV-PSOE      | 03/07/1999        | --           |
| 2003–2007                     | Emili Gregori Tarazona       | PSPV-PSOE      | 14/06/2003        | --           |
| 2007–2011                     | Vicente Ramón García Mont    | PP             | 16/06/2007        | --           |
| 2011–2015                     | Vicente Ramón García Mont    | PP             | 11/06/2011        | --           |
| 2015–2019                     | Marta Trenzano Rubio         | PSPV-PSOE      | 13/06/2015        | --           |
| 2019-2023                     | Marta Trenzano Rubio         | PSPV-PSOE      | 15/06/2019        | --           |
| Des de 2023                   | José Javier Sanchis Bretones | PP             | 17/06/2023        | --           |
| Fonts: Generalitat Valenciana |                              |                |                   |              |

## Monuments

### Religiosos
- Basílica de Sant Jaume Apòstol. Construïda de 1550 a 1582 per Doménec Gamieta en col·laboració amb Joan d'Alacant i Joan Matalí. Reformada a finals del xviii (1789) i recoberta modernament (1890 i 1927). Alberga el Museu Sacre i un retaule de Francesc Ribalta.

- Antic Convent de Sant Vicent Ferrer. Erigit per ordre del patriarca Ribera en 1590. Ha sofert diverses reformes i s'ha destinat a diferents usos des de caserna de la guàrdia civil fins asil. L'any 2000 ha estat totalment restaurat i l'any 2002 s'hi inaugurà el Museu de la Festa, que pretén l'estudi i divulgació de les festes valencianes i la conservació d'objectes i documents propis. Sembla que la CE instal·larà un centre de comerç electrònic.

- Capella de la troballa. Va ser construïda on estava situada segons la història, la morera on aparegué la imatge de la Verge de la Salut.

- Convent de Fons Salutis. Clar element modernista a Algemesí, situat en la mateixa Ronda d'Alzira que travessa Algemesí, enfront del Calvari. Encara que no té una intenció artística es pot entreveure que no manca una influència estitlística de l'època. Té una capella amb cor de fusta fet per Vicent Baldoví. Micaela Baldoví en va ser la fundadora, i encara que hui dia no se sap quin ús se li donarà, sembla que l'opció que finalment ha reixit és la de l'escola de Mª Auxiliadora.
- Ermita de l'Hort de Porrinyes

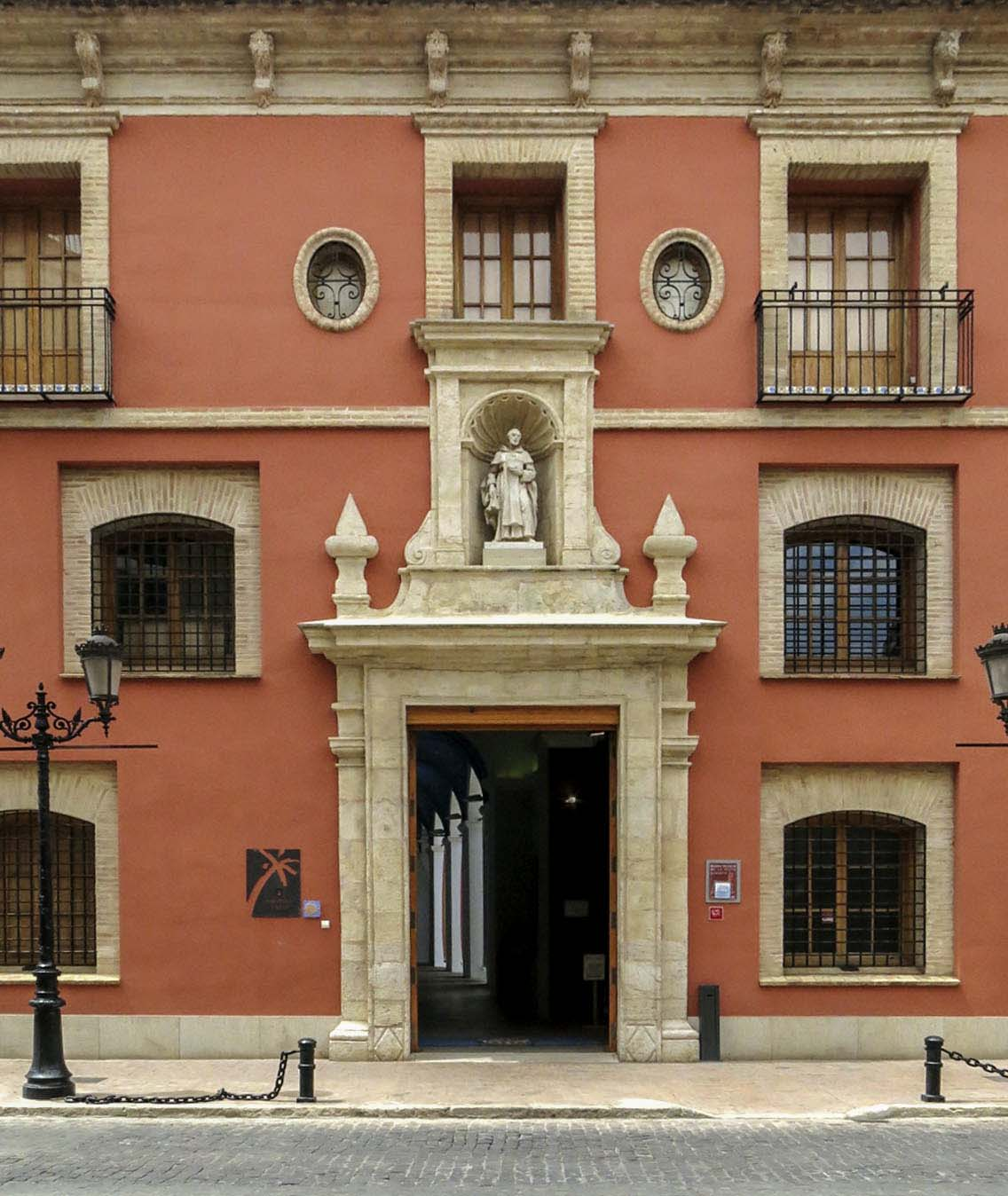
Antic convent de Sant Vicent Ferrer d'Algemesí
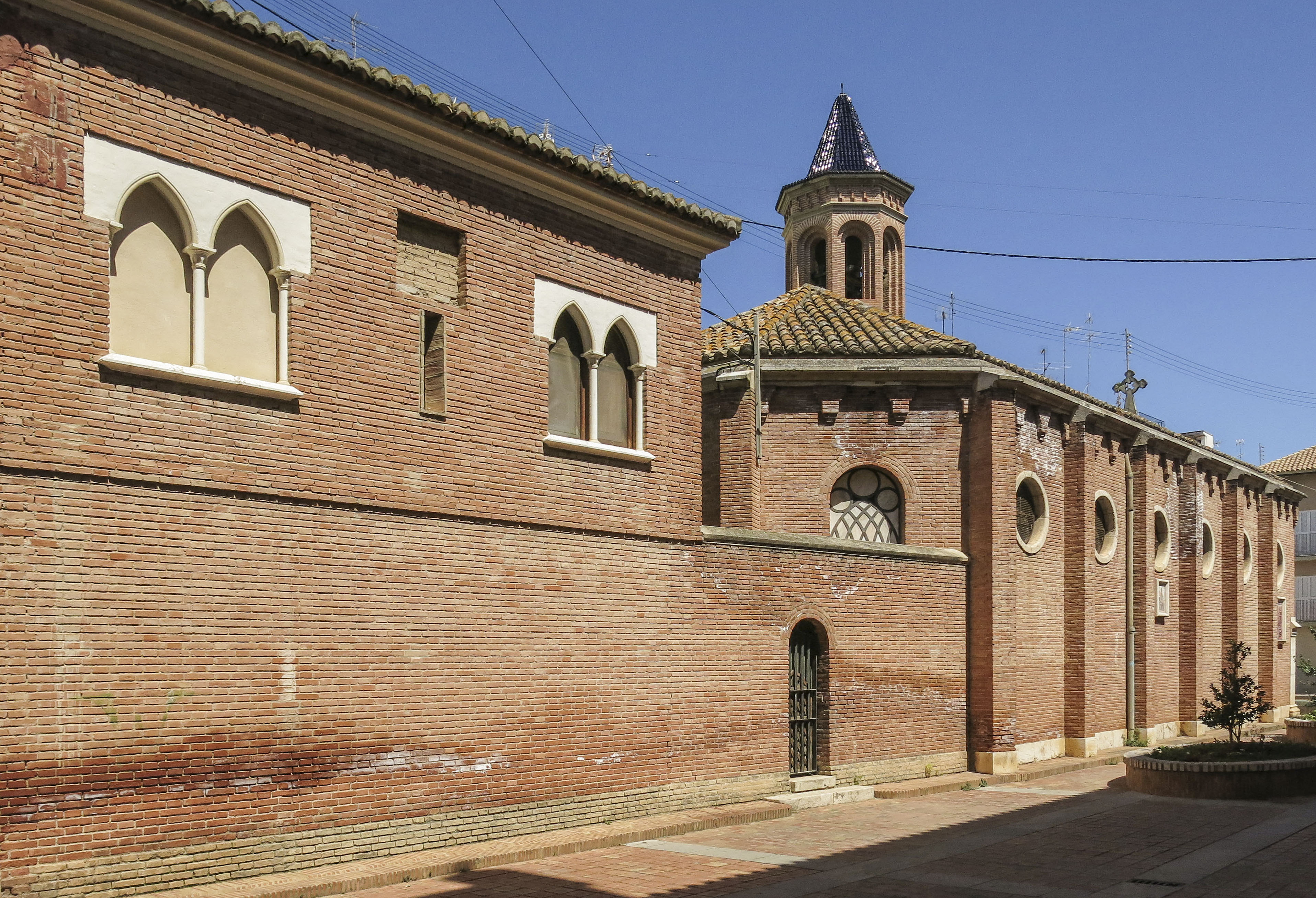
Capella de la troballa
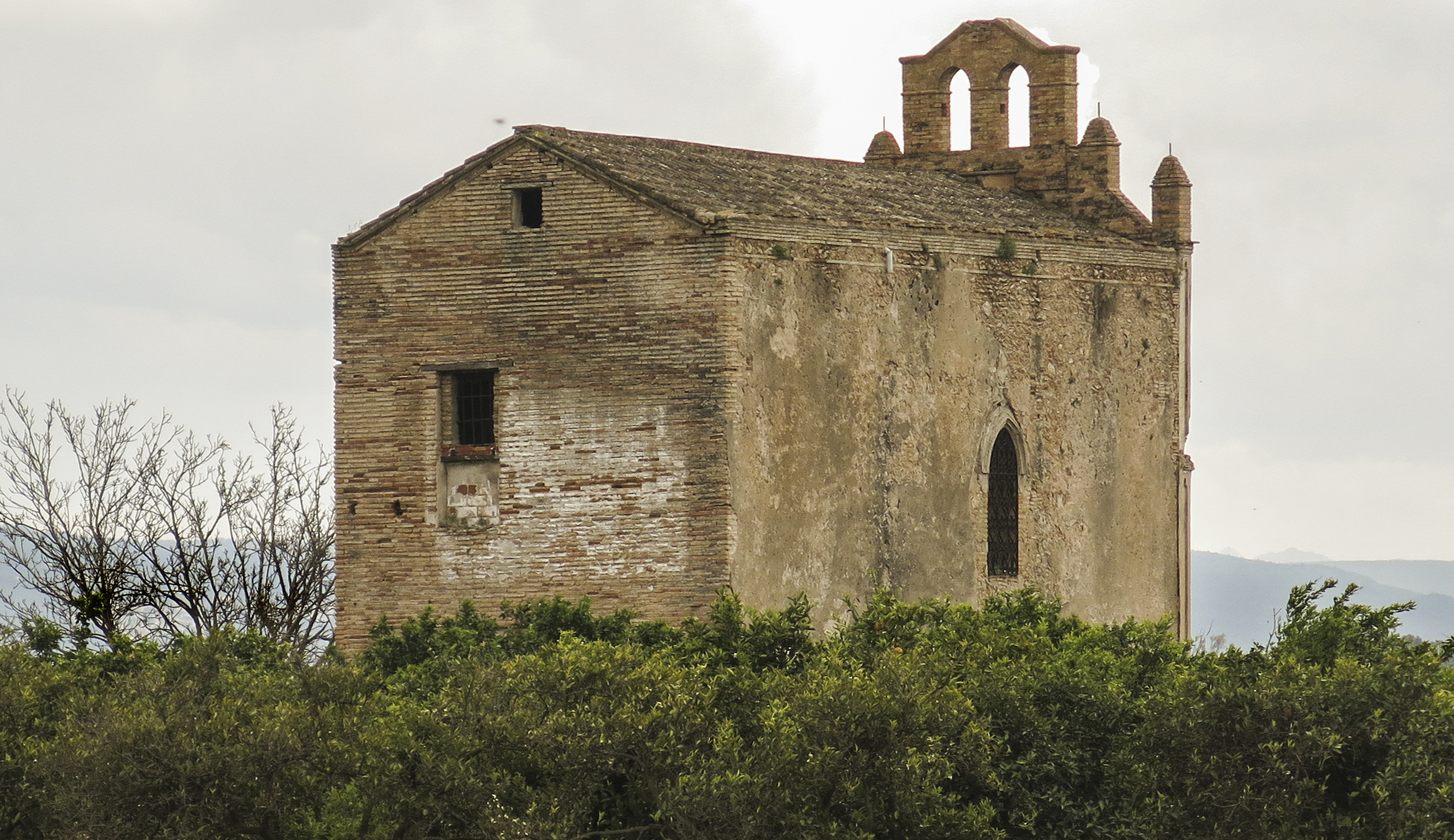
Ermita de l'Hort de Porrinyes

### Civils
- Monument a l'organista Cabanilles. Fill d'un ferrer mallorquí que fa uns 400 anys arribà a Algemesí i es va convertir en el més important organista d'Espanya del segle xvii encara que se li varen reconéixer els mèrits més aviat a la resta d'Europa que a la seua pròpia terra. Està situat al Parc Salvador Castell i darrere de la Capella de la Troballa i és obra de Leonardo Borràs.[17]

- Paret de Cotes. És l'única resta històrica d'un poble desaparegut anomenat Cotes, que, segons Gaspar Escolano, arribà a tindre al voltant de 300 cases a més a més d'un "mesón" i un castell. Cotes començà a decréixer fins a desaparéixer a causa de l'expulsió dels moriscs i les epidèmies. Els últims habitants que quedaren vingueren a Algemesí. Es troba a mitjan camí entre el Nou Cementeri Municipal d'Algemesí i la carretera de Benifaió.

- Paret de Pardines. Es tracta de l'únic que queda d'un antiquíssim poble de cristians anomenat Pardines. La paret és la resta de la seua església, el retaule de la qual es conserva a la Basílica Menor de Sant Jaume a la Plaça Major d'Algemesí. Prop d'ací es va establir un poble anomenat Albalat de Pardines, que amb el temps es convertiria en Albalat de la Ribera. Es troba vora la carretera que comunica l'eixida d'Algemesí de l'autopista AP-7 amb Albalat de la Ribera, a la baixada del pont de l'autopista direcció a Albalat.

- Monument a la Muixeranga. Una rèplica feta amb ferro a mida pràcticament real de la torre humana coneguda com a muixeranga, i que és el símbol per excel·lència de la identitat històrica a més a més de festiva, de la ciutat d'Algemesí. Es troba a la rotonda on es creuen l'Avinguda de la Generalitat i la Ronda del Calvari. I monuments Al Tornejant i Al ball de les llauradores. Obres del desapàregut Ferran Garcia Monzó.

- Monument al Llaurador. Es troba a l'encreuament entre l'avinguda de la Generalitat i el nou Parc Bernat Guinovart, es tracta de dues eines a mida gegant i també de ferro, com les que utilitzaven els llauradors per a llaurar la terra amb l'ajuda del cavall, l'animal arrossegava l'aladre per terra amb força trencant la terra compacta i deixant-la en condicions per al cultiu. El monument al llaurador és obra de Leonardo Borràs.

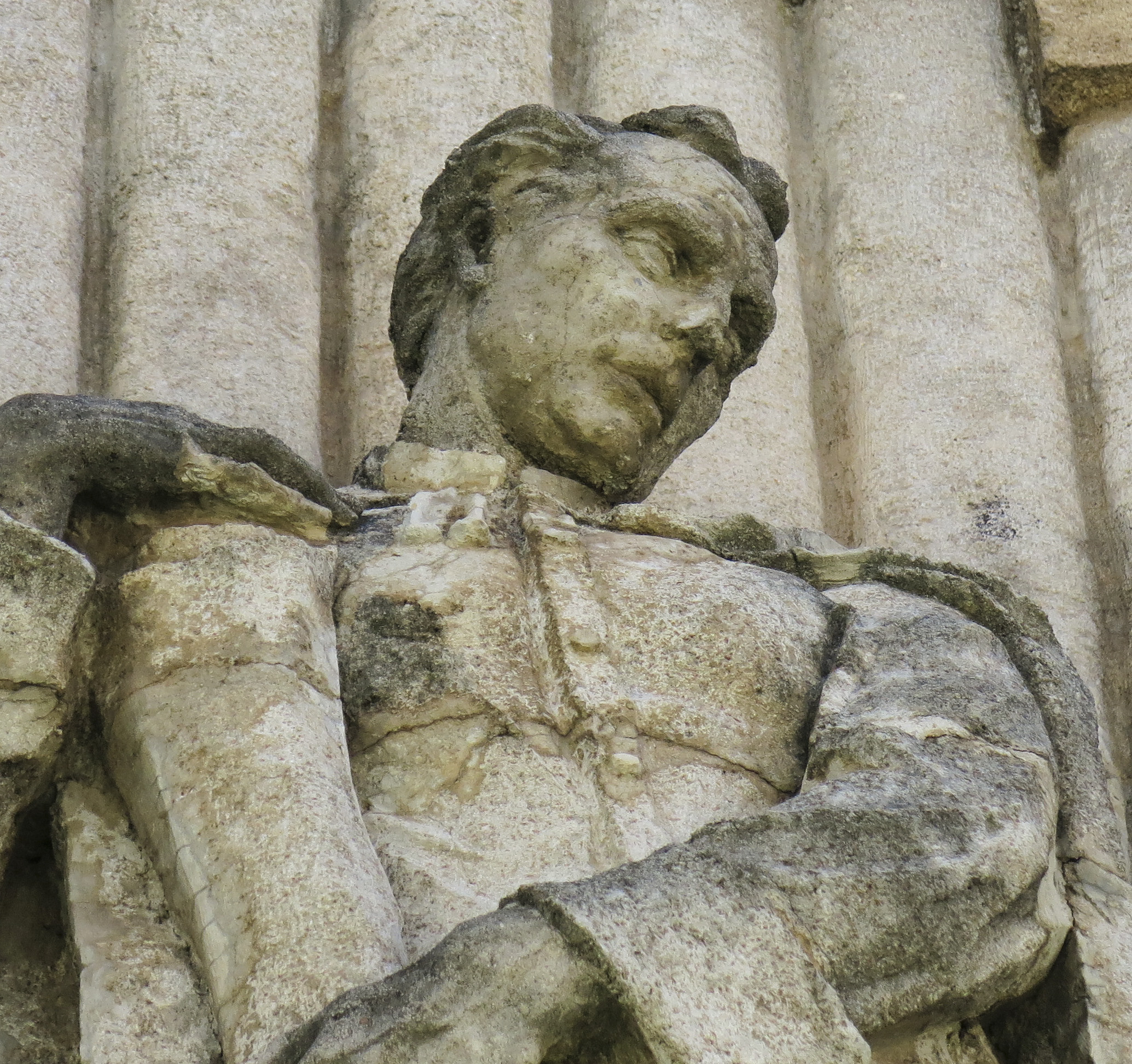
Monument a Cabanilles
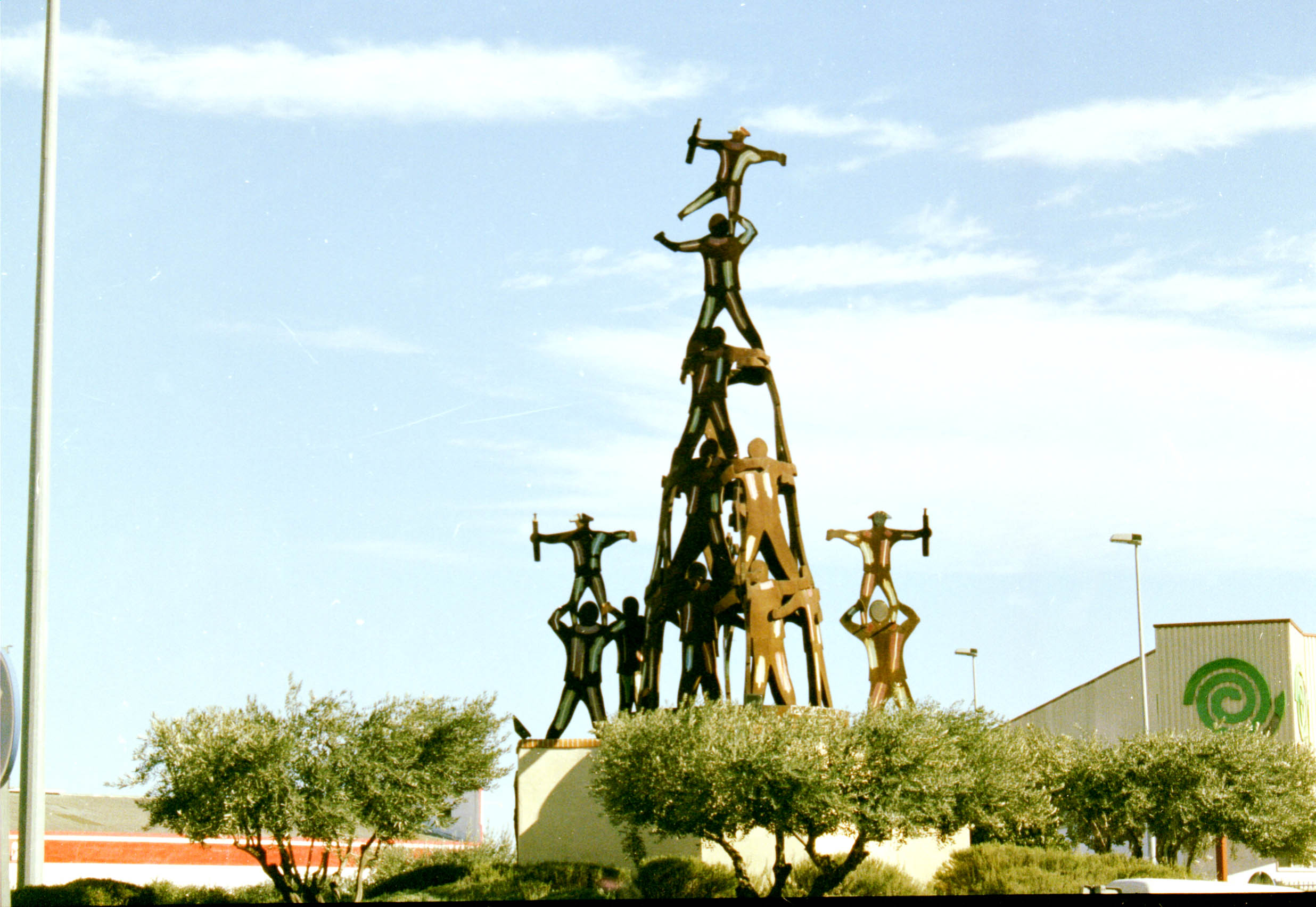
Monument a la Muixeranga
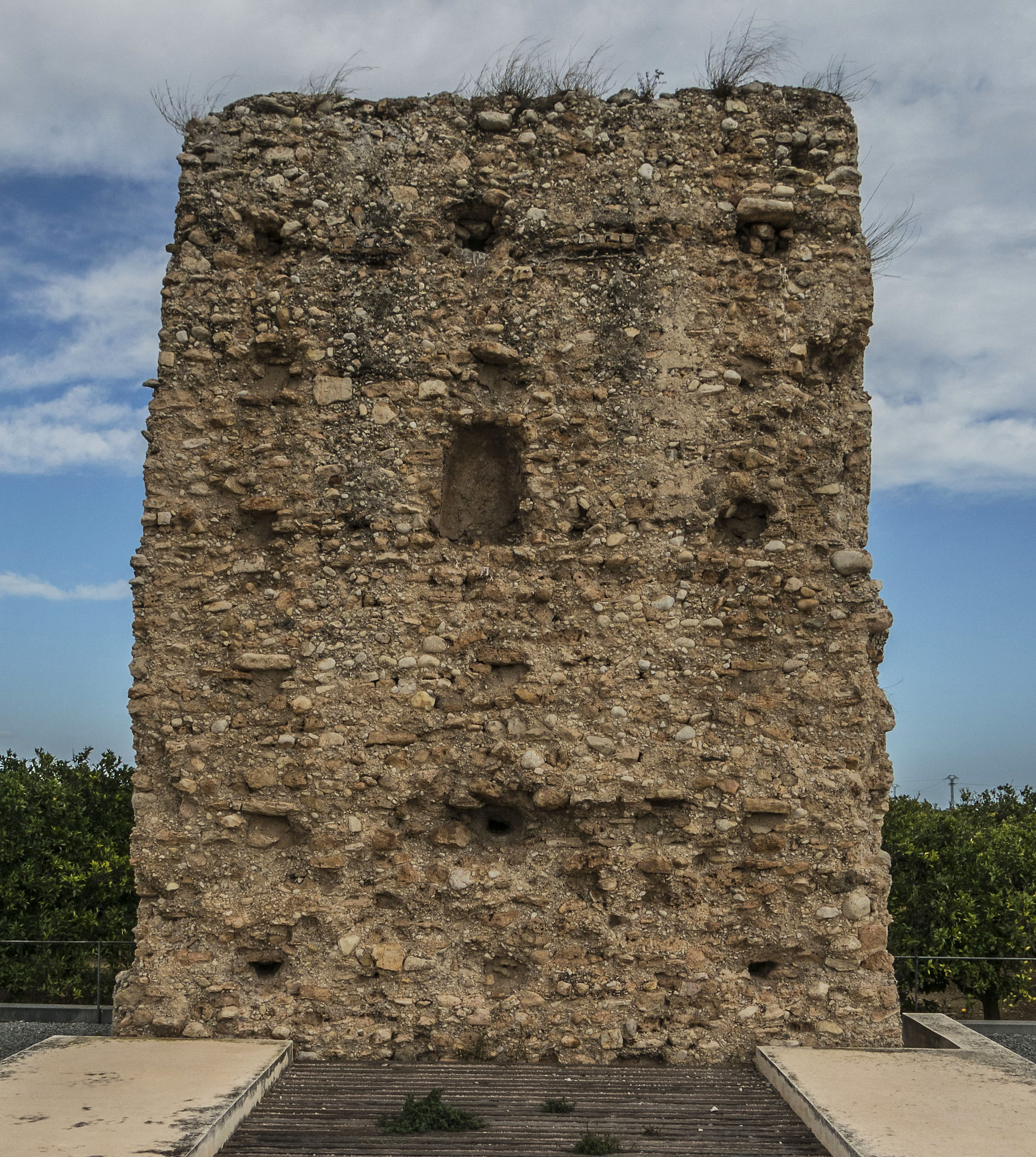
Paret de Pardines
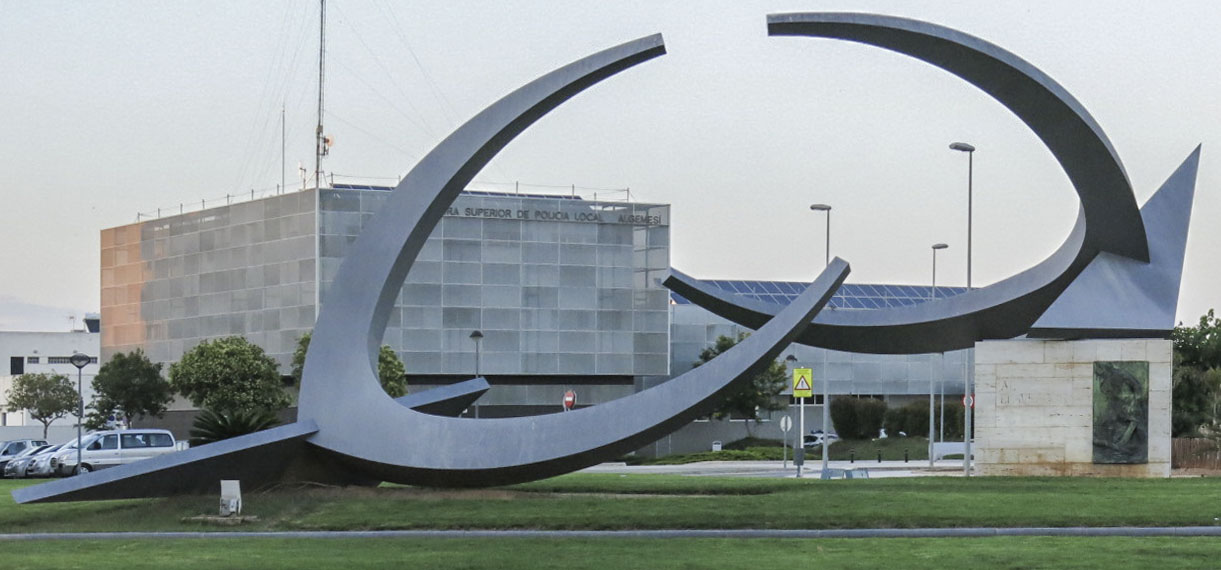
Monument al Llaurador
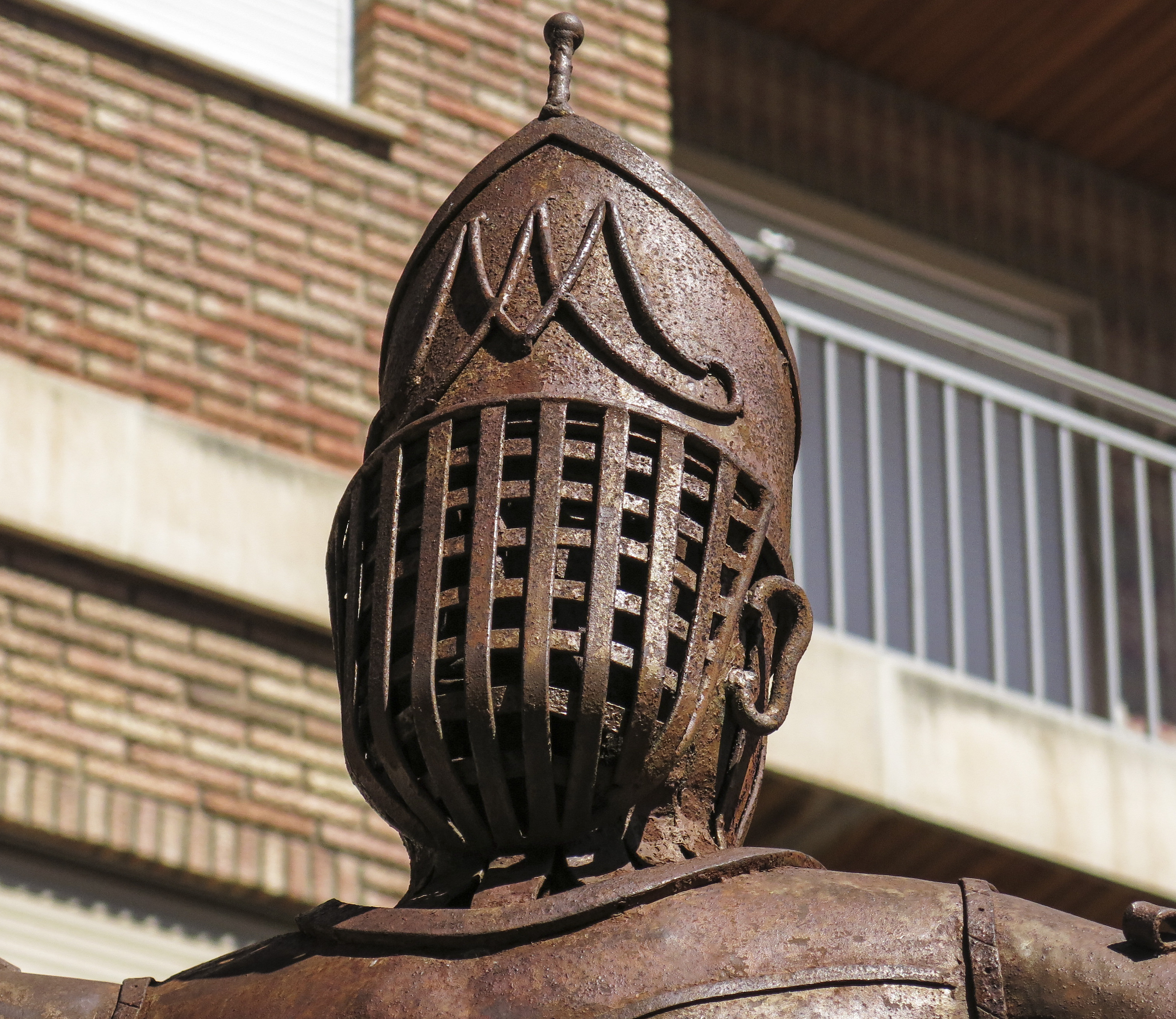
Al tornejant
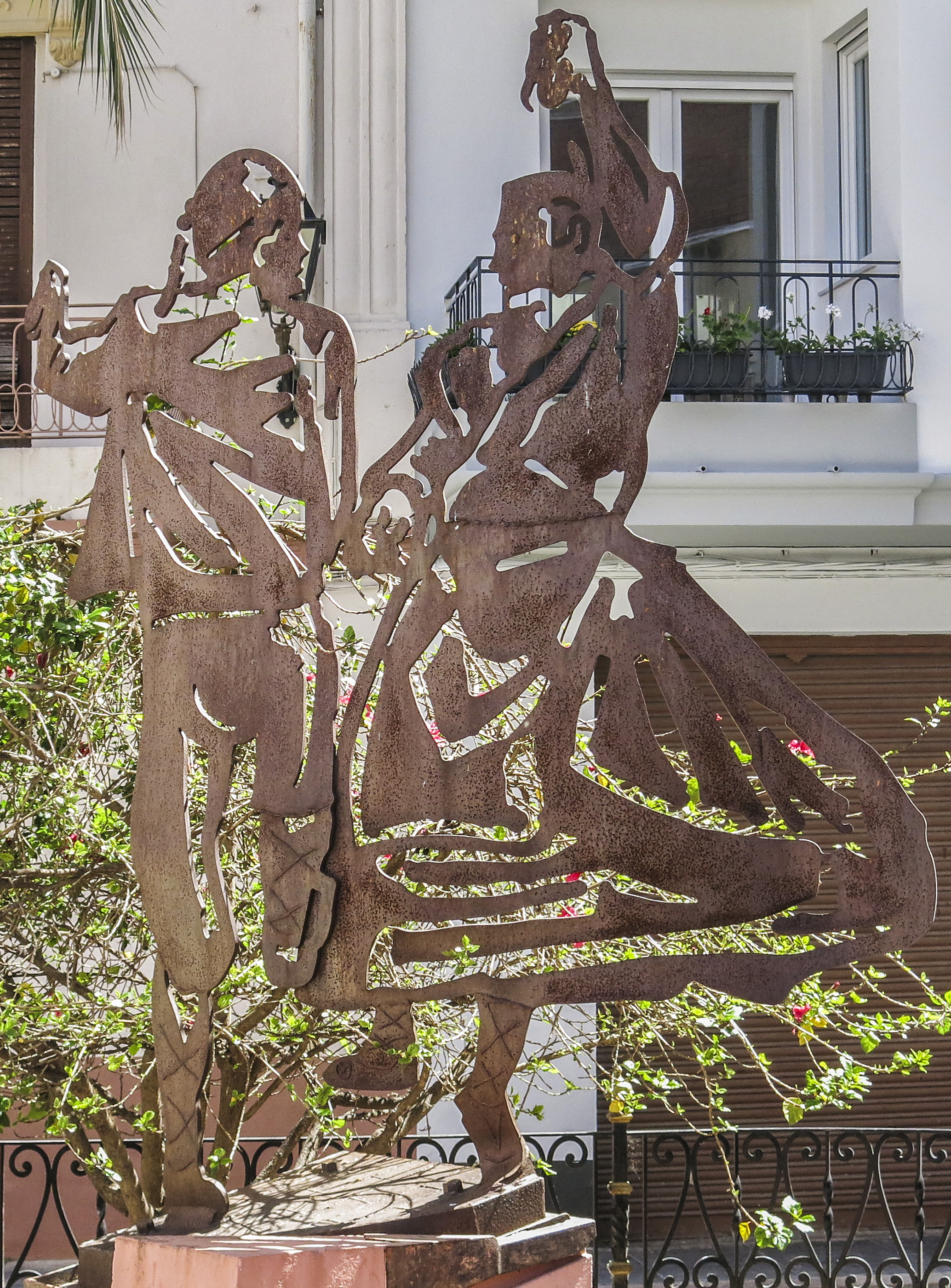
Al ball de les llauradores

## Cultura
Compta amb una biblioteca pública municipal (Biblioteca Municipal d'Algemesí) i una al barri del Raval en projecte de ser construïda.
L'any 2018 amb el suport d'Andana Editorial i la Fundació Caixa-Cooperativa es van convocar els Premis Literaris Ciutat d'Algemesí, essent la guanyadora en la aquella primera edició, en modalitat de narrativa Purificació Mascarell i Teresa Broseta en poesia infantil.

## Festes

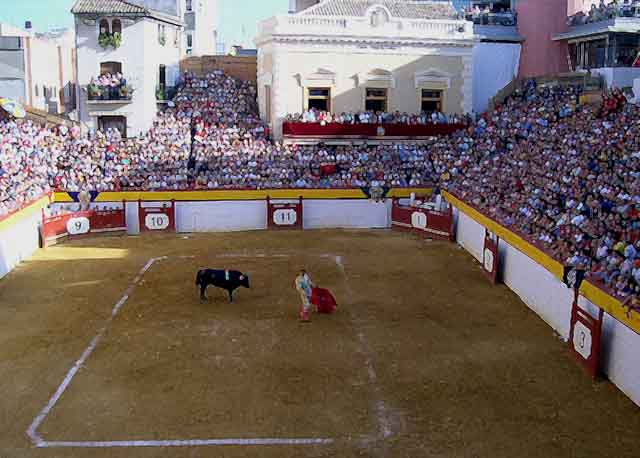
La peculiar plaça de bous d'Algemesí (rectangular).

- Fira de Sant Onofre. El 12 de juny se celebra[21] la fira del patró d'Algemesí Sant Onofre amb multitud d'activitats, concursos, competicions esportives, etc. a més a més dels corresponents actes religiosos.
- Festes de la Mare de Déu de la Salut. La primera setmana de setembre ha estat objecte d'estudis etnogràfics per la important mostra de folklore valencià que s'exhibix en les processons que es realitzen durant els dies 7 i 8 d'eixe mes.[21] En la processó trobem els següents balls:
  - La muixeranga és l'evolució de l'antic Ball dels Valencians i, per a alguns estudiosos, gènesi dels castellers catalans. La música que l'acompanya, tocada amb tabal i dolçaina, és considerada popularment com a himne valencià.
  - La nova muixeranga és la més antiga
  - El bolero
  - Els tornejants són guerrers que porten
  - Les pastoretes
  - La carxofa
  - Els arquets
  - Els bastonets
  - Els gegants
  - Els Volants de la Mare de Déu
- Setmana de Bous. Constituïx un esdeveniment anual amb molta participació. Es tracta de la fira de jònecs única per la construcció de la plaça de bous quadrada de fusta (única a arreu del món). Són 9 dies de festa començant pel 18 de setembre i acaba al 27 de setembre.
- Falles. Tenen lloc els dies 17, 18 i 19 de març. Hi ha un total d'onze falles: Santa Bàrbara, Víctor Pradera, Crist de l'Agonia, Ideal Terrassa, Plaça del Cid, Plaça de Cabanilles, Plaça de les Tres Moreres, El Pla, Bernat Guinovart, Plaça del Mercat i Parc Salvador Castell.
- Celebració de la Senyora Pepa. El dia 6 de novembre és la festa religiosa de la Beata Josepa Naval i Girbés, de la qual el procés de canonització és en tràmits, coneguda popularment com la Senyora Pepa a Algemesí. El seu sepulcre és venerat a la Basílica de Sant Jaume, en la capella del Santíssim Crist.

## Fills il·lustres

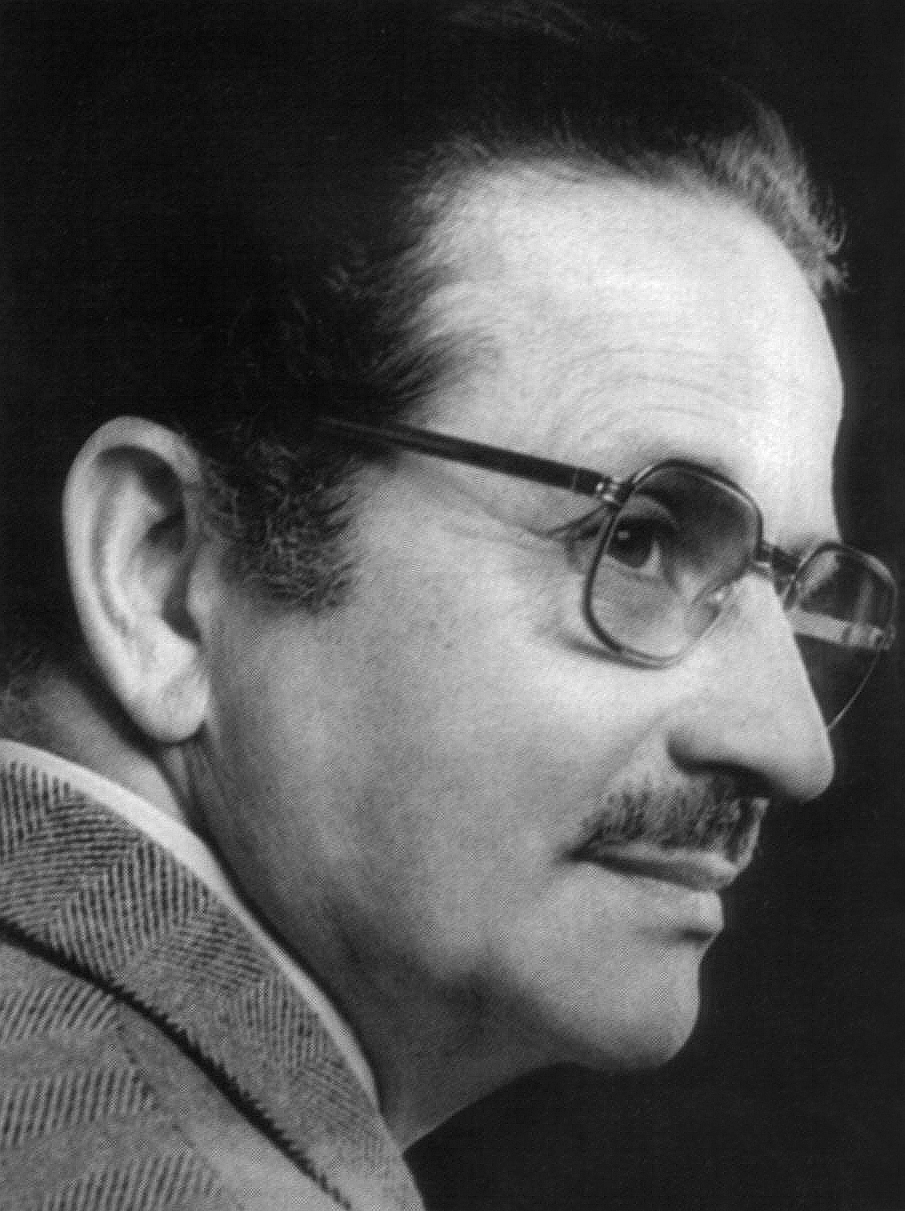
Vicent Nàcher Vendrell (autoretrat)

- Josep Moreno i Gans (Algemesí, 1897 – Muxía, La Corunya, 1976) és considerat un dels millors compositors de la seva generació.
- Agustí Alamán Rodrigo (Algemesí, 1912 – València, 1994) és compositor, pianista i director de música.
- Bernat Adam Ferrero (Algemesí, 1942) és compositor, pianista, director d'orquestra i musicòleg.
- Vicent Adam Guillorme (Algemesí, segle xviii), compositor, teòric i organista.[22]
- Onofre Guinovart Escrivà[23] (Algemesí, 1638 - Algemesí, 1718) va ser organista, mestre de capella i compositor de música barroca
- Joan Baptista Cabanilles (Algemesí, 1644 - València, 1712) va ser organista i compositor de música barroca
- Beata Josepa Naval i Girbés (Algemesí, 1820 - 1893) va ser una dona molt important a Algemesí i ensenyava cristianisme a les joves.
- Vicent Josep Escartí i Soriano (Algemesí, 1964), escriptor i professor universitari
- Enric Lluch i Girbés (Algemesí, 1949) escriptor de literatura infantil i juvenil, sobretot en català
- Martí Domínguez Barberà (Algemesí, 1908 - València, 1984), escriptor i periodista, va ser director de Las Provincias
- Rafa Xambó (Algemesí, 1954) és músic i sociòleg
- Joan Girbés Masià (Algemesí, 1934 - Algemesí, 1998), advocat, defensor de les persones sense recursos, alcalde d'Algemesí entre 1979 (restauració de la democràcia municipal) i 1987.
- Vicente Nàcher Vendrell (Algemesí, 1924 – València, 1985), fotògraf.
- Francesc Viadel i Girbés (Algemesí, 1968), escriptor, professor d'universitat i periodista.
- Leonardo Borràs Artal (Algemesí,1923 - Algemesí, 2014), escultor, professor i regidor (1983-1987, IPA)